# Haidomyrmecinae

Haidomyrmecinae (Bolton, 2003), talvolta chiamate formiche infernali, è una sottofamiglia estinta di insetti imenotteri della famiglia Formicidae rinvenute in fossili del Cretaceo, principalmente in ambra, e provenienti da Nord America, Sud America, Europa e Asia, databili tra l'Aptiano superiore e il Campaniano, circa 113–79 milioni di anni fa. 
Il sottogruppo fu proposto per la prima volta nel 2003, ma successivamente trattato come tribù Haidomyrmecini all'interno del sottogruppo estinto Sphecomyrminae. Una rivalutazione nel 2020 ha portato alla riclassificazione di Haidomyrmecini come sottogruppo autonomo. La famiglia comprende dieci generi e 14 specie.
I membri di questo sottogruppo si distinguono nettamente da tutte le altre formiche, presentando ornamentazioni cefaliche diversificate e mandibole allungate di forma insolita, articolate verticalmente anziché orizzontalmente come nelle formiche moderne. Le mandibole, in combinazione con le ornamentazioni cefaliche, servivano a trattenere le prede; la maggior parte delle specie possedeva setole (strutture simili a peli) che coprivano parti della testa, probabilmente funzionanti come trigger per chiudere rapidamente le mandibole quando disturbate, analogamente alle formiche trappola moderne. 
I fossili indicano che le haidomyrmecine erano in grado di cacciare prede singolarmente. Come le formiche moderne, erano eusociali, con caste distinte di operaie e regine, probabilmente con colonie di dimensioni relativamente piccole. A causa della mancanza di riserve metaboliche, le regine probabilmente cacciavano durante la fase iniziale della fondazione del nido. 
Le haidomyrmecine sono considerate tra i gruppi più basali e precocemente divergenti di formiche conosciuti.

## Tassonomia

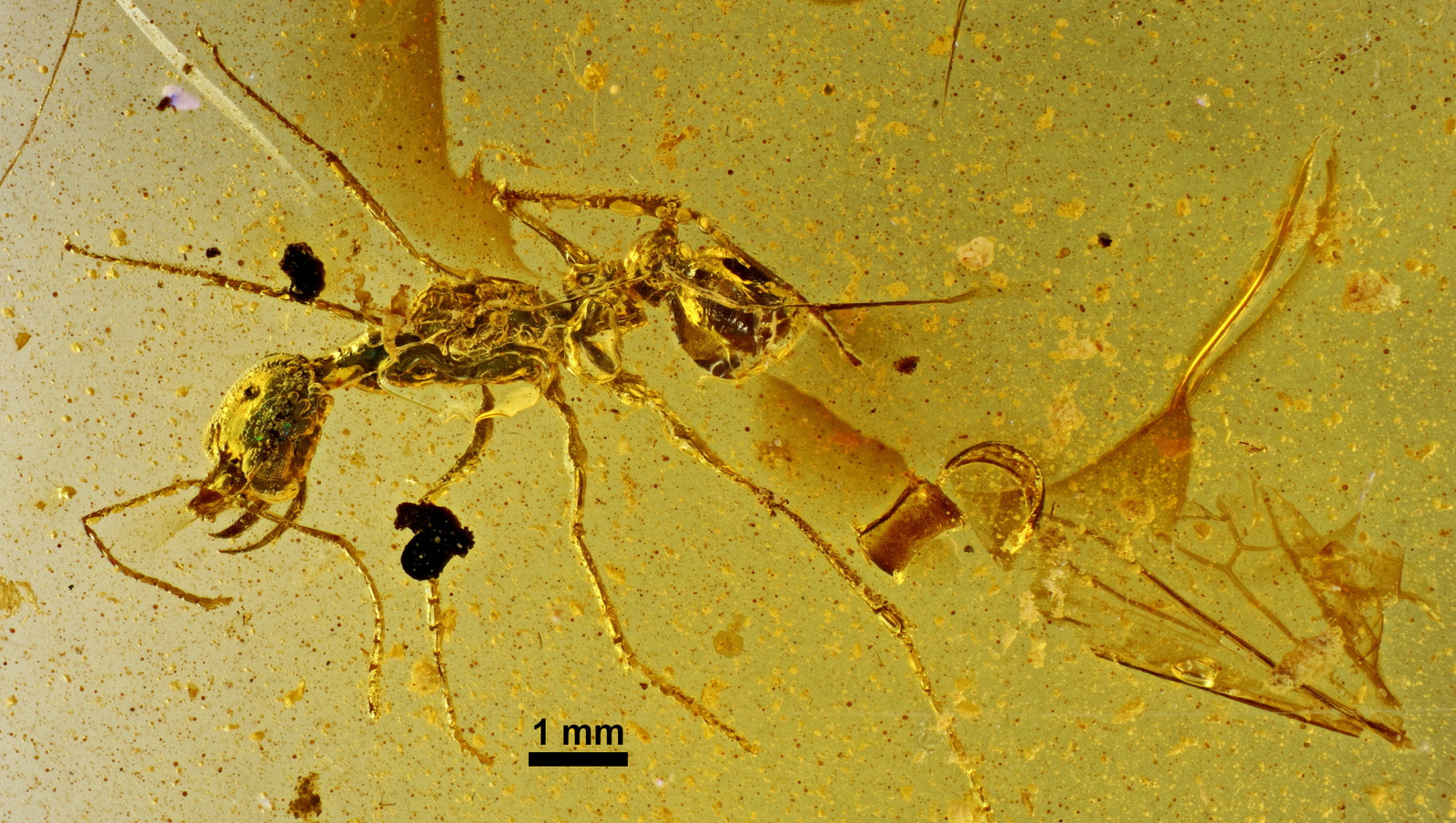
Aquilomyrmex huangi

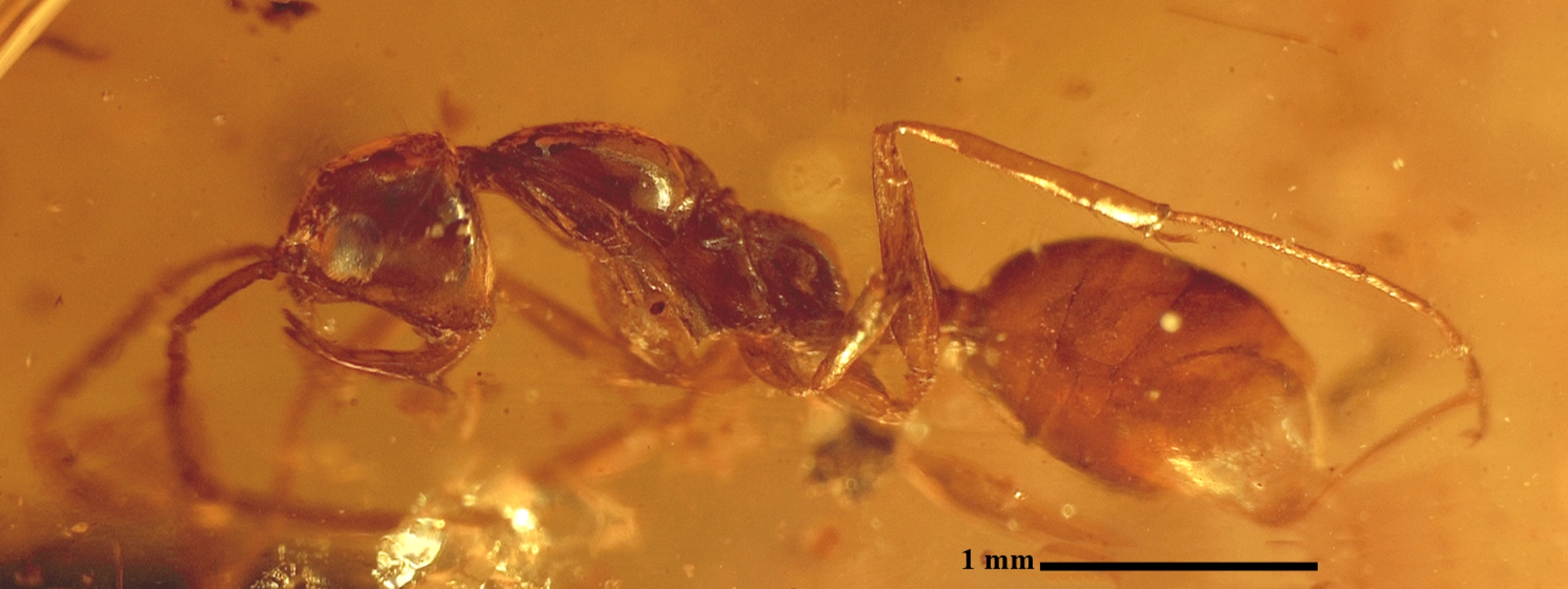
Haidomyrmex zigrasi

Incluso il genere tipo Haidomyrmex, il sottogruppo comprende 10 generi e 14 specie.
- † Aquilomyrmex Perrichot et al., 2020
  - A. huangi Perrichot et al., 2020
- † Ceratomyrmex Perrichot, Wang & Engel, 2016
  - Ce. ellenbergeri Perrichot, Wang & Engel, 2016
- † Chonidris Perrichot et al., 2020
  - Ch. insolita Perrichot et al., 2020
- † Dhagnathos Perrichot et al., 2020
  - Dh. autokrator Perrichot et al., 2020
- † Dilobops Lattke & Melo, 2020
  - Di. bidentata Lattke & Melo, 2020
- † Haidomyrmex Dlussky, 1996
  - Hx. cerberus Dlussky, 1996
  - Hx. scimitarus Barden & Grimaldi, 2012
  - Hx. zigrasi Barden & Grimaldi, 2012
- † Haidomyrmodes Perrichot et al., 2008
  - Hs. mammuthus Perrichot et al., 2008
- † Haidoterminus McKellar, Glasier & Engel, 2013
  - Ht. cippus McKellar, Glasier & Engel, 2013
- † Linguamyrmex Barden & Grimaldi, 2017
  - L. brevicornis Perrichot et al., 2020
  - L. rhinocerus Miao & Wang, 2019
  - L. vladi Barden & Grimaldi, 2017
- † Protoceratomyrmex Perrichot et al., 2020
  - P. revelatus Perrichot et al., 2020
- † Vulcanidris Lepeco, Brandão, Camacho, 2025
  - V. cratensis Lepeco, Brandão, Camacho, 2025

La stragrande maggioranza delle specie è conosciuta da ambra birmana, risalente al Cretaceo medio, circa 100 milioni di anni fa. Altre specie sono note da ambra francese di età equivalente, nonché da ambra canadese dell'Alberta, datata a circa 80 milioni di anni fa. 
Solo un singolo fossile in calcare di una formica infernale è noto finora: proviene dal Brasile, risale a circa 113 milioni di anni fa ed è considerato il più antico fossile di formica mai trovato.